# Меркулов Валентин Миколайович
Валентин Миколайович Меркулов (нар. 1 квітня 1957 р., Миколаїв, УРСР — 6 квітня 2022 р., Миколаїв) — український художник, ілюстратор, педагог. Учасник всеукраїнських і міжнародних виставок і пленерів, член Координаційної ради міжнародного фонду «Культурне надбання» Півдня України.

## Життєпис подій і творчості
Закінчив художньо-графічний факультет Одеського державного педагогічного інституту імені К. Д. Ушинського і здолбув ківліфікацію; вчитель креслення та малювання. Удосконалював свої вміння в майстерні Тетяни Ніловни Яблонської .
З 1987 року брав участь у міжнародних, республіканських та обласних виставках (Україна (Київ, Миколаїв), Польща (Ярослав), Німеччина (Геннеф).). Ілюстрував дитячі книги.
Роботи В. Меркулова в приватних колекціях України, Росії, США, Німеччини, Франції, Швейцарії, Ізраїлю, Ямайки, Аргентини.
З 2000-х рр. В. Меркулов займався викладав курс композиції та малюнка в Польщі (Ярослав). Останніми роками — методист Миколаївський обласний інститут післядипломної педагогічної освіти. Разом з освітянами закладу проводив численні пленери та виставки.
В. Меркулов очолював авторську ART-студію.

## Нагороди
В. М. Меркулов нагороджений медаллю Російської академії наук «За мастерство живописи».

## Особливості творчості

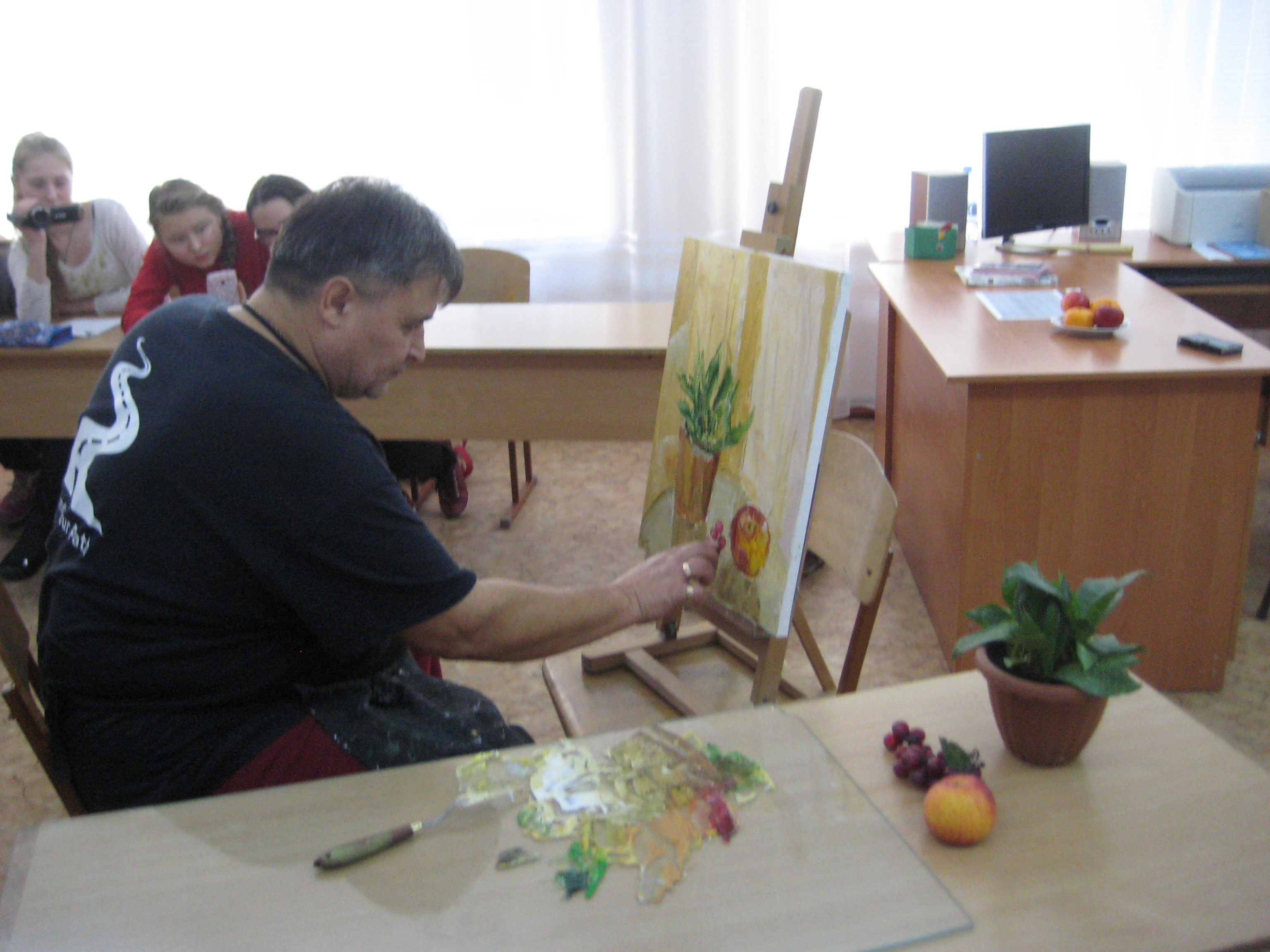
Майстер-клас для учнів М-Погорілівської загальноосвітньої санаторної школи-інтернату Миколаївської обласної ради. Під час майстер-класу художник використовує мастихін

Особливість техніки В.Меркулова — використання мастихіна — спеціального художнього шпателя. Валентин Миколайович зазначав: «Краски, накладываемые мастихином, звучат в полную силу, не тускнеют, не размываются, а в смешении дают дивные переливы. Благодаря этому отпадает необходимость фокусироваться на деталях, что отлично подходит, например, для пейзажей на полотнах большого размер. А мелкие детали прорабатываются кистью».
Підтримував творчі стосунки з народним художником України Андрієм Антонюком, з яким брали участь у пленерах і колективних виставках. В його оточенні були митці Леонід Ященко, Олексій Чернега, Володимир Жуков, Андрій Анкоссі та ін.

## Виноски
1. ↑  На допомогу Миколаївському педагогу: збірник інструктивно- методичних листів та рекомендацій на 2015/16 навчальний рік: [у 3 ч.]. – Миколаїв: ОІППО, 2015. – Ч. 3. – 262 с. - http://chito.in.ua/pdfview/na-dopomogu-mikolayivsekomu.html. 2015. {{cite book}}: Зовнішнє посилання в |title= (довідка)
2. 1 2 3  В.Крещук. Счастье погружения в творчество // Рабочая газета. - К.,  № 2, от 09 января 2013 г. Архів оригіналу за 2 лютого 2017.
3. ↑  Выставка «Летняя палитра» в г. Николаев (2006 г.). Архів оригіналу за 2 лютого 2017.